# Child Rocks
Die Child Rocks (norwegisch Vestskjera ‚Westschären‘) sind eine Gruppe kleiner Felseninseln vor der Küste des ostantarktischen Mac-Robertson-Lands. Sie liegen am westlichen Ende der Robinson-Gruppe.
Norwegische Kartografen, die auch eine erste Benennung vornahmen, kartierten sie anhand von Luftaufnahmen, die bei der Lars-Christensen-Expedition 1936/37 entstanden. Das Antarctic Names Committee of Australia (ANCA) nahm am 18. Februar 1958 eine Umbenennung vor. Deren Namensgeber ist John Bonus Child (1904–1953), Dritter Offizier an Bord der RRS Discovery bei der British Australian and New Zealand Antarctic Research Expedition (1929–1931) unter der Leitung des australischen Polarforschers Douglas Mawson.